# Tramvajová doprava v Čchongdžinu
Tramvajová síť v severokorejském Čchongdžinu je druhý systém svého druhu v zemi (po pchjongjangském). Jedná se o velmi malý provoz s celkovou délkou 13 km.

## Historie
Výstavba místní tramvajové sítě je etapizována do několika fází; po dobudování všech částí má mít délku 32 km. Fáze 1 (7 km dlouhá tramvajová trať) a fáze 2 (6 km trati) byly zatím jako jediné dokončeny; první uvedená byla slavnostně uvedena do provozu 21. srpna 1999. Další fáze, třetí, která počítá s novými 8 km tramvajové trati, měla být v nedávné době budována, avšak vzhledem k hospodářským problémům se s výstavbou nezačalo. Mezi další potíže, se kterými se čchongdžinské tramvaje potýkají, jsou nepravidelné dodávky elektrického proudu, což v podstatě eliminuje jakoukoliv možnost pravidelné dopravy.
V provozu jsou tramvaje vyrobené v Československu a Česku; vyřazené z pchjongjanské tramvajové sítě a také vozy vyřazené z mnohých bývalých východoněmeckých měst, mezi které patří například Lipsko, Drážďany či Magdeburk.
Kromě tramvají existují také i trolejbusy; ty však slouží ještě hůře než tramvaje (průměrný interval se pohybuje až v řádu hodin); autobusová doprava není. Individuální doprava vzhledem k politice severokorejské vlády v podstatě neexistuje, a tak jsou tramvaje jedním z mála funkčních druhů dopravy.